# Efremovita
L'efremovita és un mineral de la classe dels sulfats, que pertany al grup de la langbeinita. Rep el seu nom en honor del Dr. Ivan Antonovich Yefremov (1907–1972), geòleg rus i escriptor de ciència-ficció.

## Característiques
L'efremovita és un sulfat de fórmula química (NH₄)₂Mg₂(SO₄)₃. És un sulfat d'amoni i magnesi higroscòpic que s'hidrata a boussingaultita a temperatura ambient. Cristal·litza en el sistema isomètric. Es troba en forma de grans equidimensionales, de fins a 0,015 mil·límetres; típicament com a crostes. La seva duresa a l'escala de Mohs és 2.
Segons la classificació de Nickel-Strunz, l'efremovita pertany a «07.AC - Sulfats (selenats, etc.) sense anions addicionals, sense H₂O, amb cations de mida mitjana i grans» juntament amb els següents minerals: vanthoffita, piracmonita, langbeinita, manganolangbeinita, yavapaiïta, eldfellita, godovikovita, sabieïta, thenardita, metathenardita i aftitalita.

## Formació i jaciments
Es troba com a crostes en la crema del dipòsits de mines de carbó, format per la reacció dels gasos de combustió amb roques carbonatades. Sol trobar-se associada a altres minerals com: sofre, kladnoïta, mascagnita i boussingaultita. Va ser descoberta l'any 1989 a la mina de carbó No. 43 de Kopeisk, a la conca minera de Txeliàbinsk (Districte Federal dels Urals, Rússia).